# Laryssa Leschtschyschyn
Laryssa Leschtschyschyn (ukrainisch Лариса Лещишин; * 26. Juni 1988) ist eine ehemalige ukrainische Naturbahnrodlerin. Sie nahm in der Saison 2005/2006 an zwei Weltcuprennen teil und startete bei der Europameisterschaft 2006.

## Karriere
Laryssa Leschtschyschyn nahm nur im Januar 2006 an drei internationalen Wettkämpfen teil. Im Weltcup startete sie in Kindberg und Olang und erzielte als Vorletzte bzw. Letzte zweimal den 16. Platz, womit sie im Gesamtweltcup der Saison 2005/2006 als Vorletzte auf Rang 21 kam. Anschließend nahm sie noch an der Europameisterschaft 2006 in Umhausen teil und belegte hinter ihrer Teamkollegin Wera Serhejewa den 20. und vorletzten Platz.

## Sportliche Erfolge

### Europameisterschaften
- Umhausen 2006: 20. Einsitzer

### Weltcup
- 21. Platz im Gesamtweltcup der Saison 2005/2006
- Zwei 16. Plätze in Weltcuprennen